# ジェーン・ラムリー
ラムリー男爵夫人ジェーン・ラムリー（英語: Jane Lumley, Baroness Lumley、結婚前の名前はレディ・ジェーン・フィッツアラン、1537年 – 1578年6月27日）は、イングランドの貴族女性で、初めてエウリピデスを英語に訳した人物である。

## 生涯
第9代アランデル伯爵ヘンリー・フィッツアランとその最初の妻レディ・キャサリン・グレイ（1542年没）の長女である。父のアランデル伯爵はレディ・ジェーンと妹のメアリに高い教育を受けさせ、のちにラムリー文庫として知られるようになる自分の蔵書を充実させて子供たちに教養を身につけさせるべく使わせた。ジェーンは初代ラムリー男爵ジョン・ラムリー（1533年 - 1609年）と1550年から1553年くらいの間に結婚したが、その頃ジェーンはまだ12歳～15歳であった。ラムリー夫妻には3人の子供が生まれたが、全員幼いうちに亡くなった。自身が学者、翻訳家、書籍収集家であったジョン・ラムリーは妻の文芸活動を支援した。夫妻は最初はダラムのラムリー城に住んでいたが、のちにノンサッチ宮殿でアランデル伯爵と一緒に暮らすようになり、ジェーンはここで病気の父の面倒をみていたが、父に先だって亡くなった。ジェーンはラムリーチャペルに埋葬されている。
研究と学識のため、ジェーンは生前から相当な有名人であった。ジェーンはイソクラテスの弁論をギリシア語からラテン語に訳し、またエウリピデスの『アウリスのイピゲネイア』を原語のギリシア語（あるいはキャロライン・コールマンの主張によるとエラスムスによるラテン語訳を使って）英語に訳した。この訳は散文で、完訳ではなかった。訳された時期ははっきりしないが、ジョンとの結婚よりは後である。ジェーンの手稿は父の文庫に保管されており、アランデル伯爵の死後はジョン・ラムリー自身の相当に大きい文庫に移管され、1609年には王室の管理下に移った。ジェーンによる『アウリスのイピゲネイア』の翻訳は、女性の手によるものとしては現存する最古の英語の芝居である。
ジェーン・ラムリーはジェーン・グレイのいとこである。